# Reda Belahyane
Reda Belahyane (* 1. Juni 2004 in Aubervilliers) ist ein marokkanisch-französischer Fußballspieler. Der Mittelfeldspieler steht aktuell bei Lazio Rom in der italienischen Serie A unter Vertrag und ist marokkanischer Nationalspieler.

## Karriere

### Verein
Belahyane begann seine fußballerische Ausbildung bei Olympique Paris im Jahr 2010. Drei Jahre später wechselte er zum FCM Aubervilliers und ein weiteres Jahr später zu Red Star Paris. Im Sommer 2016 verließ er den Verein und schloss sich nach einem Jahr ohne Verein dem Montfermeil FC an. Im Jahr 2019 wechselte er in die Jugendakademie des OGC Nizza. Dort spielte er 2021/22 bereits 24 Mal in der National 3 für die zweite Mannschaft, wobei er einmal traf. Im Oktober 2021 unterschrieb er daraufhin seinen ersten Profivertrag bei Nizza. Am 3. März 2023 (26. Spieltag) debütierte er nach später Einwechslung bei einem 1:1-Unentschieden gegen die AJ Auxerre für die Profimannschaft in der Ligue 1. Zwei Wochen später wurde er auch beim 3:1-Sieg im Rückspiel des Achtelfinals gegen Sheriff Tiraspol in der Conference League eingewechselt und debütierte somit auf internationaler Ebene. Insgesamt spielte er 2022/23 viermal in der Liga und zweimal in der Conference League.
Nach nur einem Einsatz in der Hinrunde der Folgespielzeit wechselte er Ende Januar 2024 für eine Ablöse von 500.000 Euro in die Serie A zu Hellas Verona. Bis zum Ende der Saison saß er dort zunächst meist auf der Ersatzbank und bestritt lediglich zwei Ligaspiele, ehe er sich anschließend zu Beginn der folgenden Saison 2024/25 als Stammspieler durchsetzen konnte. Anfang Februar 2025 verließ Belahyane Verona bereits nach einem Jahr und wechselte ligaintern zu Lazio Rom.

### Nationalmannschaft
Belahyane spielte 2022 fünfmal für die U18-Nationalmannschaft Frankreichs, womit er das Fußballturnier der Mittelmeerspiele 2022 gewann.
Später wechselte er zum Fußballverband von Marokko und debütierte daraufhin im Oktober 2024 für die marokkanische A-Nationalmannschaft.

## Erfolge
Frankreich U18
- Sieger der Mittelmeerspiele: 2022